# Baryczka (Mazovie)
Pour les articles homonymes, voir Baryczka.
Baryczka (prononciation : [baˈrɨt͡ʂka]) est un village polonais de la gmina de Przyłęk dans le powiat de Zwoleń de la voïvodie de Mazovie dans le centre-est de la Pologne.
Il se situe à environ 5 km à l'est de Przyłęk (siège de la gmina), 17 km à l'est de Zwoleń (siège du powiat) et 115 km au sud-est de Varsovie (capitale de la Pologne).
Le village compte une population d'environ 160 habitants en 2006.

## Histoire
De 1975 à 1998, le village appartenait administrativement à la voïvodie de Radom.